# IC 4262
IC 4262 ist eine Spiralgalaxie vom Hubble-Typ Scd im Sternbild Wasserschlange. Sie ist schätzungsweise 463 Millionen Lichtjahre von der Milchstraße entfernt.

Das Objekt wurde am 4. Mai 1904 von Royal Harwood Frost entdeckt.